# 아시안 게임 이란 선수단
아시안 게임 이란 선수단은 이란 대표로 아시안 게임에 참가하는 선수단이다.